# Chrysaora quinquecirrha
La ortiga de mar de la costa este, ortiga del Atlántico o simplemente ortiga de mar, (Chrysaora quinquecirrha) es una especie de medusa de la familia Pelagiidae, clase Scyphozoa.

## Morfología
Alcanza un ancho de 25 cm. Tiene forma de campana simétrica semitransparente, a rayas y manchas rojas, anaranjadas o marrones. La superficie de la campana tiene finas verrugas. Las que no tienen rayas tienen una umbrela blanca u opaca. El color base de la campana puede ser azulado, blanco, rosa, amarillo o marrón. La campana se divide en ocho secciones (octantes), cada octante tiene tres tentáculos principales y otro menor a cada lado, cinco en total, de ahí su nombre latino. Aunque los ejemplares adultos tienen normalmente 40 tentáculos, se reportan con 56 o 72. Cuentan con cuatro brazos bucales independientes, de hasta 50 cm de largos, con los extremos rizados, siendo su color rosa o amarillo, con los rizos rojos. 
Carecen de sistemas respiratorio y excretor. Con sus tentáculos atrapan el alimento y lo dirigen a la boca, localizada en el centro, que abre a una cavidad gastrovascular.

## Mecanismo de defensa
Cada tentáculo está recubierto de cientos de nematocistos microscópicos que poseen un disparador de veneno (cnidocilo) acoplado a una cápsula de filamentos enroscados. Tras el contacto, el cnidocilo inicia un proceso que acaba liberando las toxinas para matar o inmovilizar a la presa. Su veneno es letal para pequeñas presas, pero no para los seres humanos salvo en el caso de reacción alérgica. Estas toxinas producen en los seres humanos una sensación de escozor, durante unos 20 minutos, y se recomienda no frotar la zona de la picadura, quitar con pinzas los tentáculos, lavarla con agua de mar y aplicar una bolsa de hielo. En Filipinas se han dado casos más severos, cursando con insuficiencia vascular o  mononeuritis.

## Hábitos alimenticios
Son carnívoras y se nutren de zooplancton, ctenophorae, otras medusas y a veces crustáceos. Su veneno les sirve para inmovilizar o matar a la presa y meterla luego dentro de su cavidad gastrovascular.
Pueden alimentarse también de alevines de gobios, huevos de anchoas, gusanos y larvas de mosquitos.

## Galería

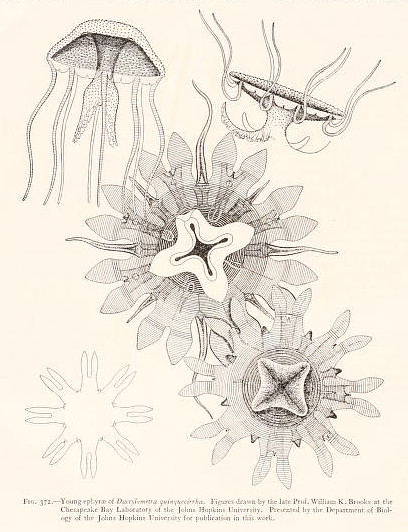
Dibujos de éfiras de C. quinquecirrha
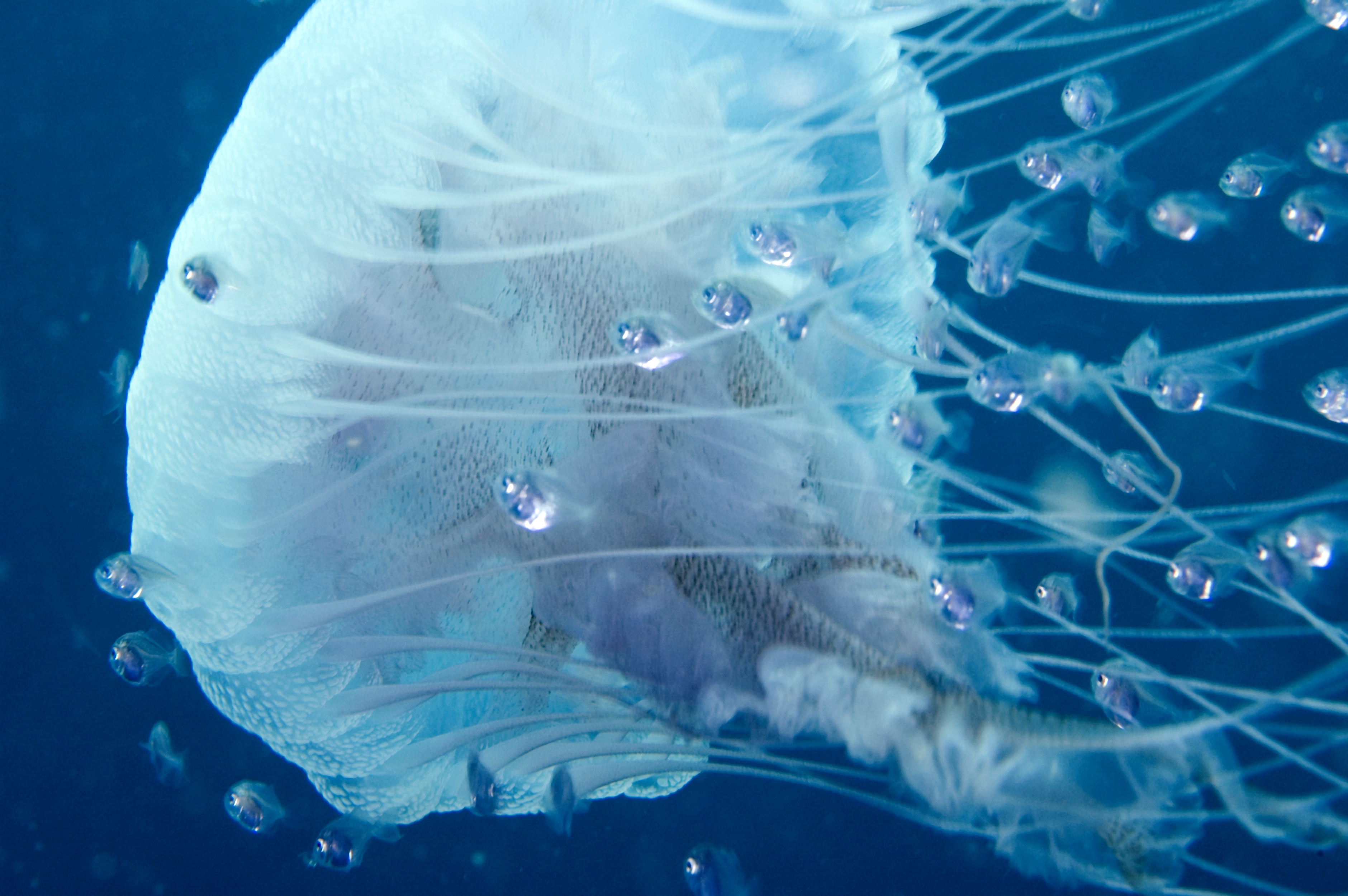
Grupo de alevines protegidos entre los tentáculos de C. quinquecirrha, cuyos nematocistos no deben afectarles
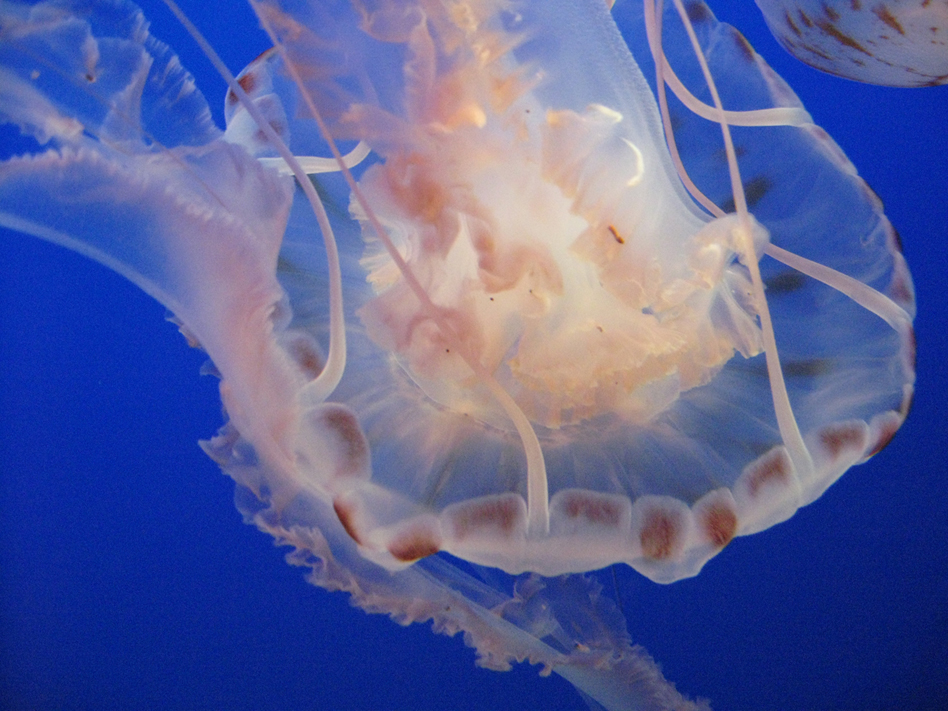
Detalle de boca y brazos bucales
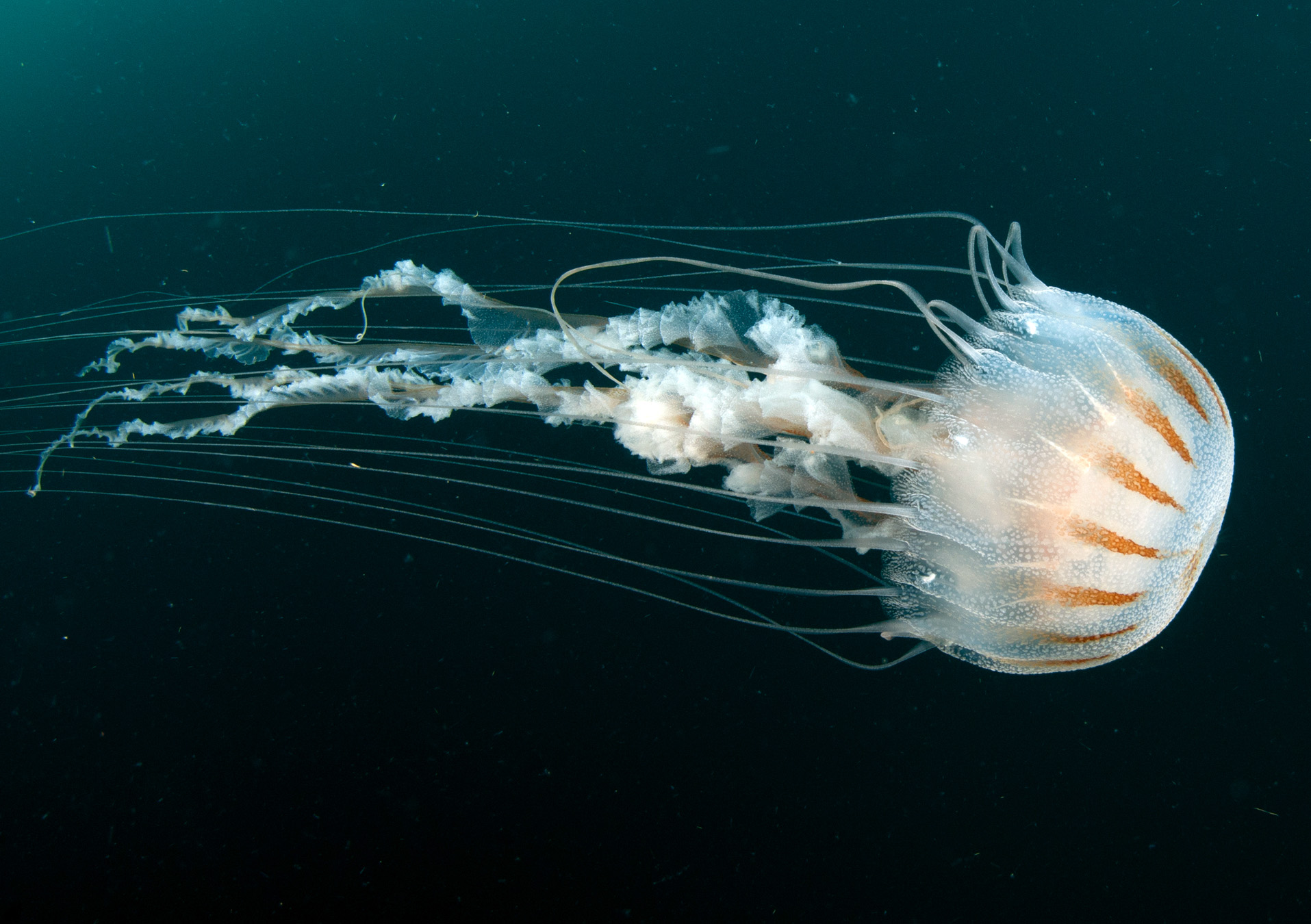
En Flower Garden Banks, EE.UU.
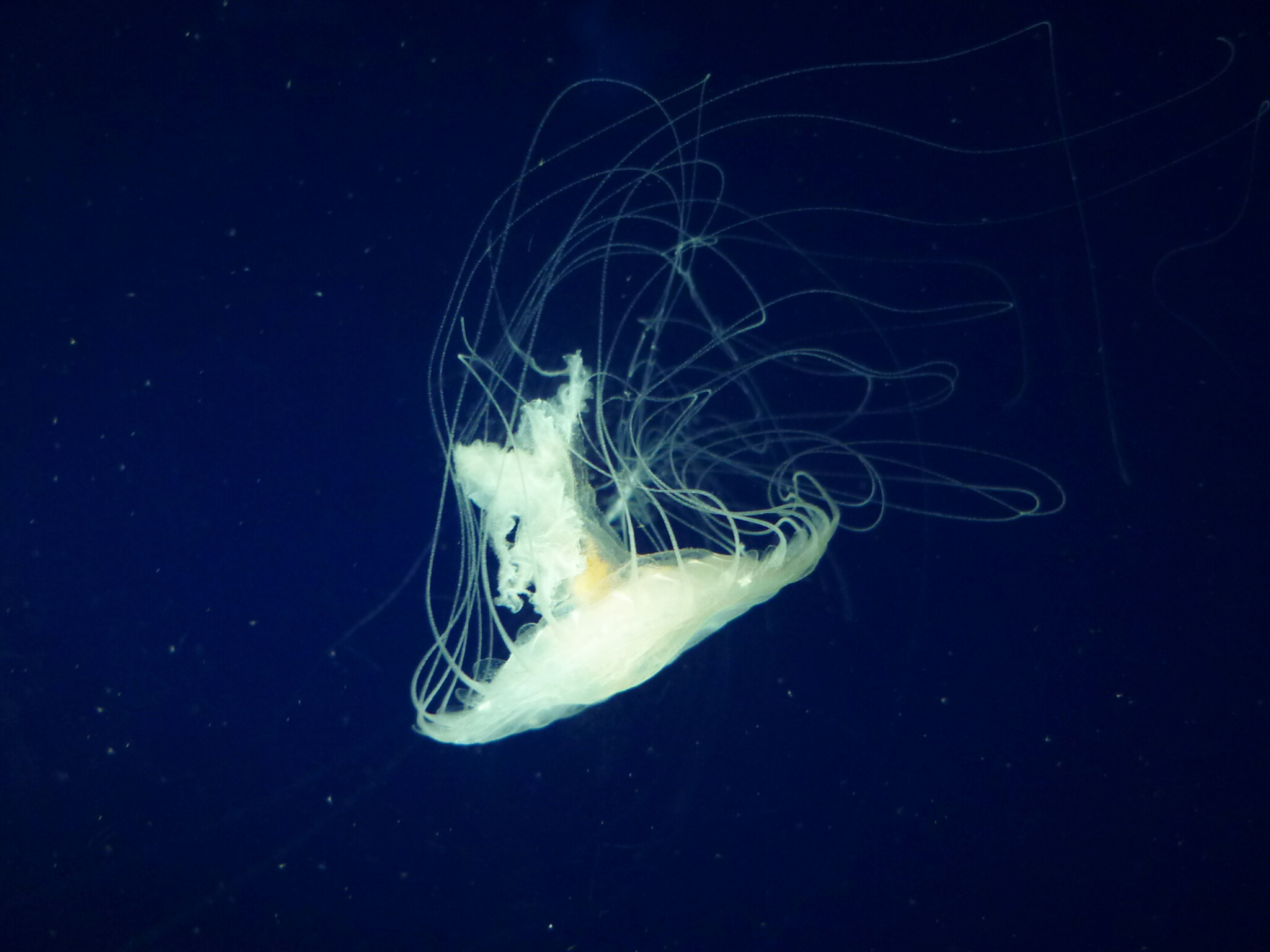
En el acuario de Waikiki, EE.UU.
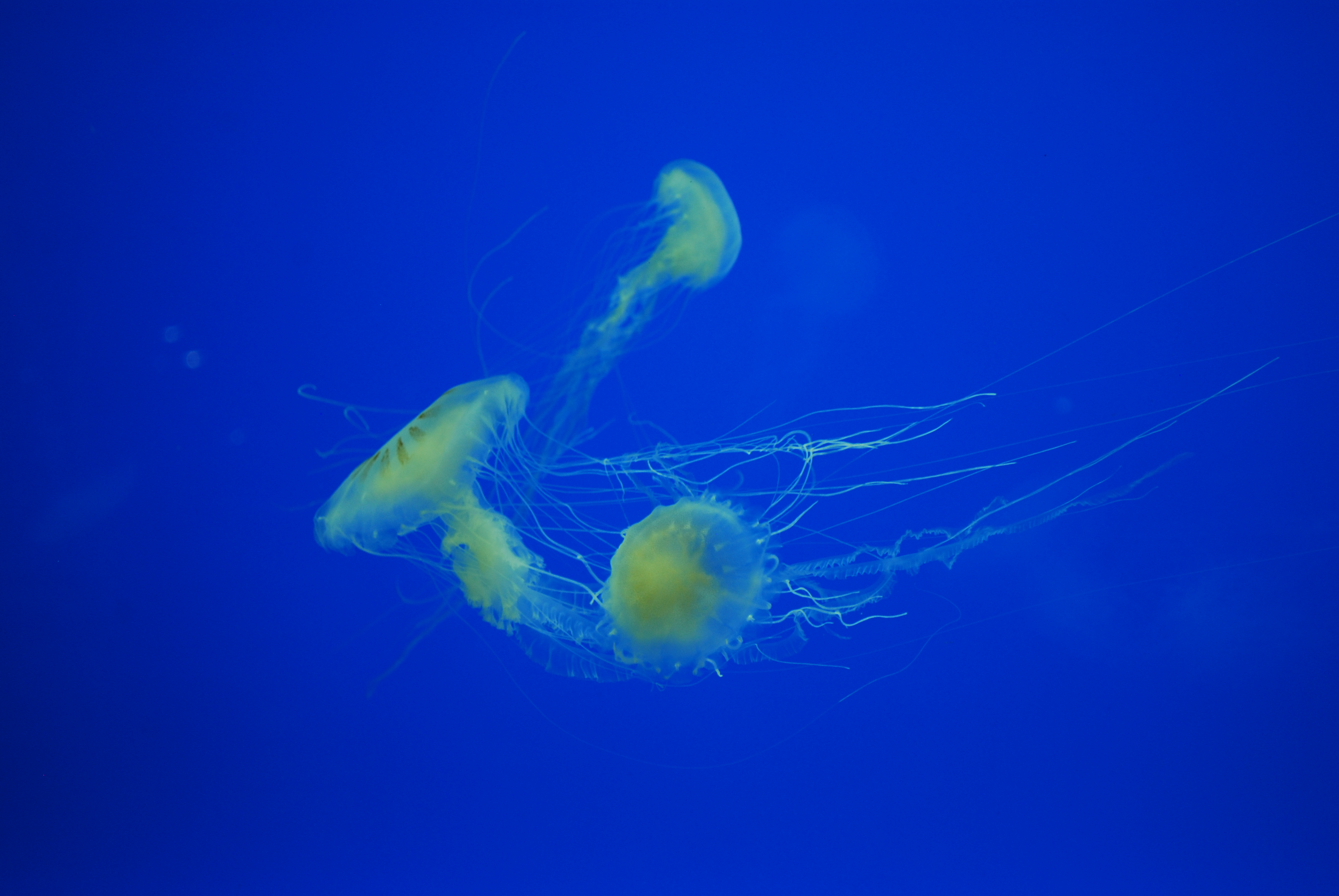
En el acuario de Veracruz, México
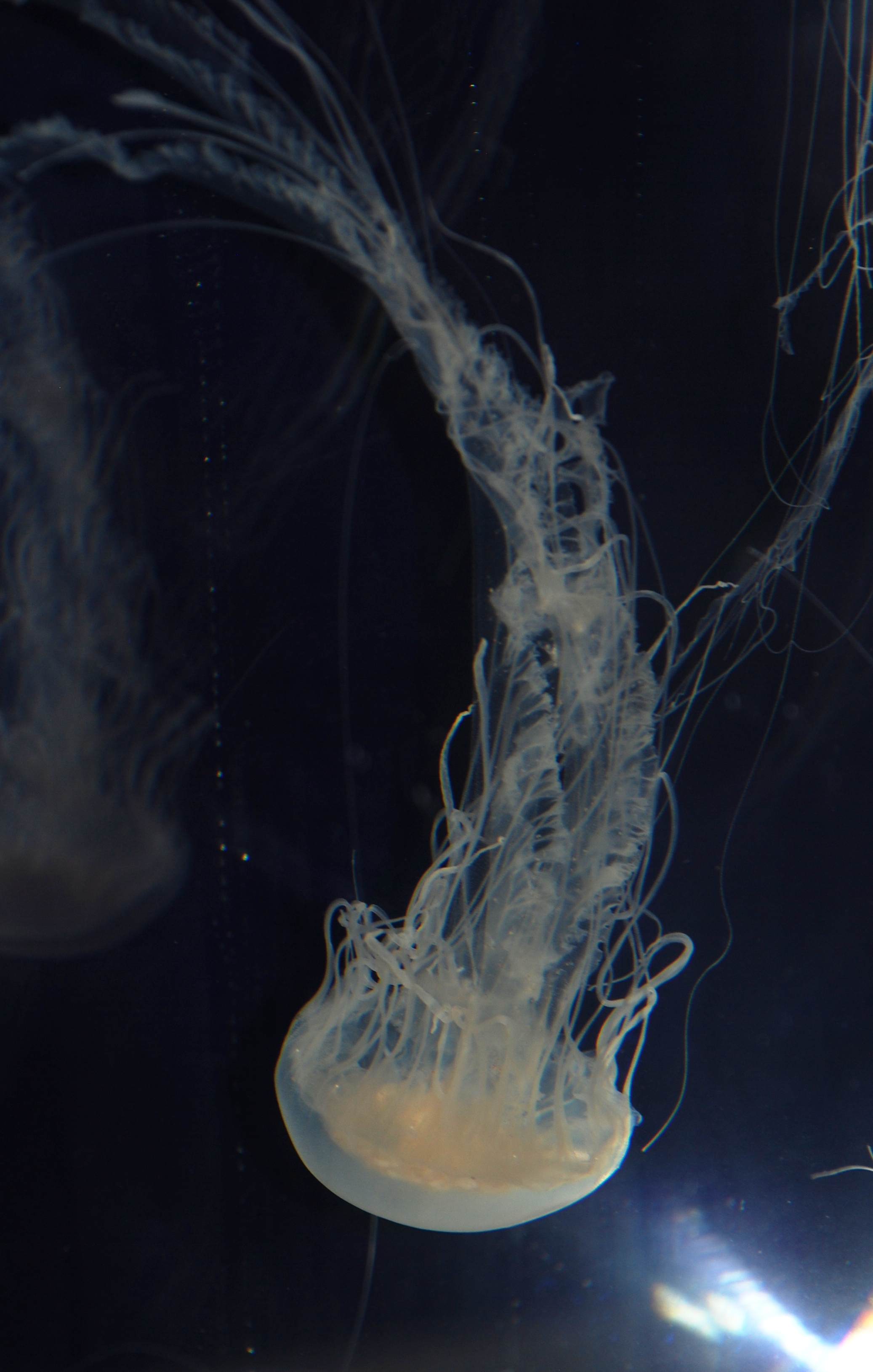
En el Parque Zoológico Nacional Smithsonian, EE.UU.

## Ciclo de vida
Su ciclo de vida tiene dos principales fases, cada una con un plan corporal distinto. Primero, la medusa vive en forma de pólipo sésil, y posteriormente como una medusa móvil. En la fase pólipo se produce una reproducción asexual, mediante la fisión transversal del pólipo en segmentos, que desarrollan en pequeñas medusas llamadas éfiras. La fase medusa se reproduce sexualmente, lanzando los machos al exterior sus gametos, que son atrapados por las hembras. Los huevos se retienen y fertilizan en la boca, permaneciendo anclados a los brazos bucales de la hembra. Los huevos fertilizados desarrollan una larva plánula con forma de judía aplanada, que, una vez metamorfoseados en pólipo, son expulsados al océano, asentándose y comenzando la reproducción asexual.

## Predadores
Los principales predadores conocidos de C. quinquecirrha son las tortugas Dermochelys coriacea, el pez sol, y otras medusas. En Asia pescadores artesanales las capturan para ofrecer a los restaurantes, pues son consideradas un manjar.

## Hábitat y distribución
Habitan zonas costeras. Frecuentan aguas salobres y estuarios, con baja salinidad. En aguas templadas y tropicales, con un rango de temperatura entre 14.87 y 23.89 °C.  Su rango de profundidad es entre 0,5 y 46 m.
De distribución circumglobal, tanto en el Atlántico, como el Indo-Pacífico. Es especie común a abundante desde el sur de Nueva Inglaterra a Brasil.